# Jantra (vesnice)
Jantra je vesnice v estonském kraji Võrumaa, samosprávně patřící do obce Võru.